# Dama de Cao
Señora de Cao, o Dama de Cao, es el nombre que se le da a una mujer de la cultura mochica descubierta en el año 2006 por el arqueólogo Régulo Franco Jordán en El Brujo (Huaca Cao Viejo), sitio arqueológico ubicado a unos 45 km al norte de Trujillo, en el departamento de La Libertad, Perú.
Su descubrimiento se llega a comparar con el del Señor de Sipán. Antes de su hallazgo, se pensaba que solo los hombres habían podido ejercer altos cargos en el antiguo Perú. A su vez se cree que la dama tenía el estatus de gobernante en la sociedad teocrática del valle del río Chicama y era considerada un personaje considerado "casi divino". El lujo de los adornos y vestidos que acompañan el fardo funerario de la mujer demuestran el alto estatus de la gobernante.

## Descubrimiento
El descubridor de la Señora de Cao fue Régulo Franco Jordán, arqueólogo formado en la Universidad Nacional Mayor de San Marcos y actual director del complejo arqueológico El Brujo. La tumba donde fue hallada la momia se encuentra en la Huaca, centro ceremonial de Cao Viejo, de donde proviene su nombre, ubicada en el complejo arqueológico El Brujo, que se levanta en el distrito de Magdalena de Cao, en el departamento de La Libertad, a unos 700 kilómetros al norte de Lima y 60 kilómetros al norte de Trujillo.
Se piensa que los restos pertenecen a una gobernante de la cultura mochica, originaria del norte del actual Perú.
El deceso de la mujer se produjo aparentemente por complicaciones de parto, aproximadamente en el año 400 d. C., unos 150 años después del apogeo del Señor de Sipán, quien se considera el líder más antiguo conocido de esa región norteña del Perú. Los restos momificados de la mujer, de 1,45 metros de altura y entre los 20 y 25 años, estaban cubiertos por 18 collares de oro, plata, lapislázuli, cuarzo y turquesa, treinta adornos de nariz de oro y plata, diademas y coronas de cobre dorado.
El cuerpo de la dama tiene tatuajes de serpientes, arañas, cocodrilos, monos, jaguares, abejas y mariposas, aún visibles, en manos, brazos y pies que representan la fertilidad de la tierra pero que también podrían indicar sus dotes como adivina. Los tatuajes hacen pensar que ocupaba un alto cargo político o religioso. La preservación del cadáver, así como de algunas vestimentas, fue posible porque se la untó con sulfuro de mercurio para impedir la descomposición del cuerpo.
En la tumba se encontraron cetros de madera forrados de cobre, utilizados en las ceremonias como símbolos de poder y hegemonía, y diversas placas de metal sueltas que cubrían la mortaja de algodón. El complejo está formado por cinco pirámides de barro. La tumba fue hallada en una plataforma intermedia, lo cual la preservó de las lluvias de esa zona costera y del efecto de la capa freática del subsuelo.
En Cao Viejo se ha acondicionado una sala de exhibición especial para la momia en el Museo Cao.

## Investigaciones

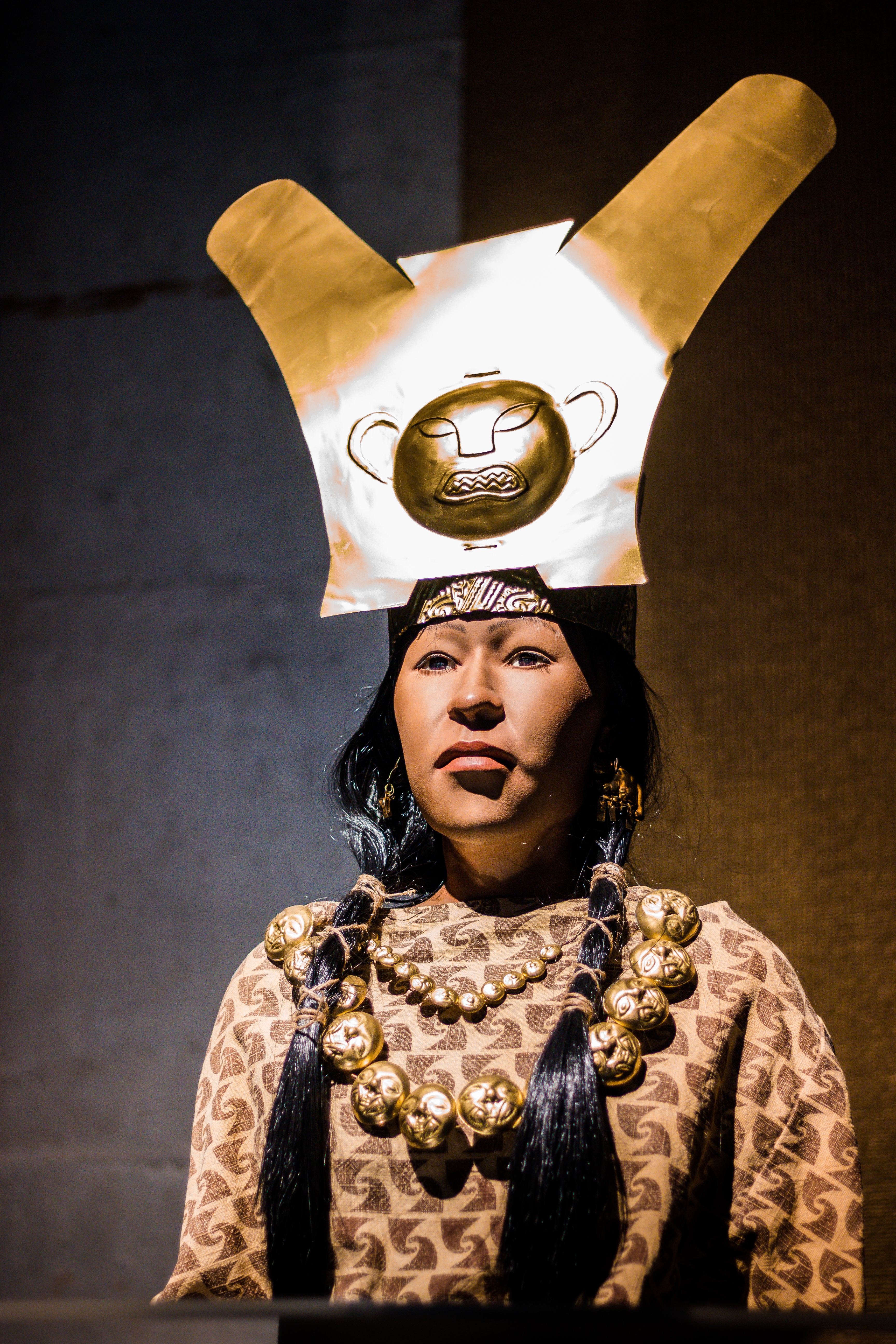
Recreación de la Dama de Cao en el Museo Cao.

La arqueóloga Arabel Fernández López estuvo a cargo de la apertura del fardo funerario de la Señora de Cao. Las investigaciones de la momia revelaron un vientre altamente dilatado y otras características que sugieren la muerte postparto por efecto de una crisis convulsiva conocida como eclampsia. Recientes estudios realizados por la Fundación Wiese a través del forense español Jordi Esteban Farre avalan la hipótesis sobre el fallecimiento.
Un grupo de compañías tecnológicas, en conjunto con la Fundación Wiese, realizaron una réplica exacta del cuerpo momificado con un busto en tamaño real de la mujer, a partir de imágenes en 3D y arqueología forense basada en la estructura de su cráneo y la investigación etnográfica. La réplica se desveló el 4 de julio de 2017 en una ceremonia realizada en el Ministerio de Cultura del Perú. Después de una breve exhibición en el Ministerio de Cultura del Perú, pasó a formar parte del Museo Cao, ubicado en el Complejo Arqueológico El Brujo, donde se halló la momia.

## Documental
En el 2012 se estrenó a nivel mundial un documental sobre el descubrimiento en 2006, de la tumba de la dama de Cao titulado La Dama de Cao: El Misterio de la Momia Tatuada, dirigido por José Manuel Novoa y producido por Explora Films. El documental narra, mediante recreaciones en 3D y entrevistas a especialistas arqueólogos en la cultura mochica, tanto el proceso de desenfardamiento de la momia como el funcionamiento y las costumbres de la cultura mochica o moche en la época.